# Robert Jermain Thomas
Robert Jermain Thomas (7 de setembro de 1840 — 31 de agosto de 1866) foi um missionário cristão galês, de vertente protestante, que pregou no final da dinastia Qing, na China e na Coreia . Enquanto servia como missionário na China, Thomas desenvolveu um forte desejo de trabalhar entre o povo da Coreia que, na época, estava fechada para o mundo ocidental por causa do medo do governo de influências estrangeiras. Muitos coreanos foram convertidos por missionários jesuítas católico-romanos no final dos anos 1700. Em 1866, no entanto, mais de 8.000 de cristãos foram mortos pelo governo. 

## Primeira visita à Coreia
O primeiro missionário protestante que se tem registro na Coreia foi o alemão Karl Gutzlaff, em 1832. À época, Gutzlaff distribuiu várias bíblias no idioma chinês para os coreanos. Thomas, pelo que se tem registro, é o segundo missionário protestante conhecido na Coreia. Durante os dois meses e meio que ficou na no país, Thomas aprendeu o máximo que pôde sobre as pessoas e seu idioma. Distribuiu folhetos e cópias do Novo Testamento em chinês (o Novo Testamento em coreano ainda não havia sido traduzido).     

## Vida pessoal
Robert Thomas foi casado por dois anos com Caroline Godfrey, entre 1863 e 1865. Caroline morreu após um aborto espontâneo somente quatro meses depois que chegaram em Shangai, China. 